# 마빈 게이
마빈 게이(영어: Marvin Gaye, 본명: Marvin Pentz Gay, Jr., 1939년 4월 2일 ~ 1984년 4월 1일)는 1960~80년대에 활약했던 미국의 소울/R&B 뮤지션이며, 모타운 레코드사의 대표적인 뮤지션들 중의 하나다. 그래미상을 2회 수상하였으며, "Let's Get It On", "I Want You", "What's Going On", "Sexual Healing" 등의 히트곡으로 전성기를 누렸다.

## 생애
1939년 워싱턴 D.C.에서 출생하였으며, 본명은 원래 Marvin Gay이지만 그가 샘 쿡(Sam Cooke)을 좋아헀기 때문에 그를 존경하는 의미로 그의 이름처럼 Gay의 뒤에 e를 붙여 Gaye로 바꿨다.
3세 때 자기의 아버지가 목사로 지내던 교회에서 성가대로서 노래부르기 시작하였다. 1961년 디트로이트에서 상연하였을 때 베리 고디에 의하여, 고디의 새 모타운 레이블을 위해 레코드 계약을 맺게 된다. 마빈 게이의 첫 주요 곡은 "Stubborn Kind of Fellow"(1962)였다.
1968년 리듬 앤 블루스의 일류작 "I Heard It Through The Grapevine" 이란 곡으로 유명세를 얻은 그는 자신의 첫 리듬 앤 블루스 앨범 구상 앨범들 중의 하나인 《What's Going On》(1971)을 녹음하였다. 민권 운동과 베트남 전쟁의 주제를 다루면서 작사하기로 알려졌고, "Inner City Blues (Make Me Wanna Holler)", "Mercy Mercy Me" 등의 곡들이 수록되었다.
많은 마빈 게이의 녹음은 그의 부드럽고 낭만적인 발라드를 강조한 편이다. 그의 최고 인기 앨범은《Let's Get It On》(1973)이었으며, 동명의 곡은 게이의 최대 히트곡들 중의 하나가 되었다. 그는 또한 다이애나 로스, 타미 테렐, 메리 웰스와 킴 웨스턴 같은 모타운 스타들과 함께 낭만적 듀엣 곡들을 녹음하기도 하였다.
투어가 끝난 후 집에서 칩거하던 그는 그의 45세 생일 하루 전인 1984년 4월 1일, 그의 부모의 싸움을 말리다 화가 난 아버지의 권총에 피격되어 목숨을 잃었다. 그의 아버지는 1급 살인 혐의로 재판을 받았으나 의사가 당시 뇌종양으로 정신 상태가 정상이 아니었다는 점을 근거로 들면서 6년간의 집행유예를 선고받았다.
1987년 로큰롤 명예의 전당에 헌액되었다.

## 음반 목록
- The Soulful Moods of Marvin Gaye (1961)
- That Stubborn Kinda Fellow (1963)
- When I'm Alone I Cry (1964)
- Hello Broadway (1964)
- How Sweet It Is to Be Loved by You (1965)
- A Tribute to the Great Nat "King" Cole (1965)
- Moods of Marvin Gaye (1966)
- In the Groove (1968)
- M.P.G. (1969)
- That's the Way Love Is (1970)
- What's Going On (1971)
- Trouble Man (1972)
- Let's Get It On (1973)
- I Want You (1976)
- Here, My Dear (1978)
- In Our Lifetime (1981)
- Midnight Love (1982)